# Zellwiller
Zellwiller is een gemeente in het Franse departement Bas-Rhin (regio Grand Est) en telt 723 inwoners (1999). De plaats maakt deel uit van het arrondissement Sélestat-Erstein.

## Geografie
De oppervlakte van Zellwiller bedraagt 8,8 km², de bevolkingsdichtheid is 82,2 inwoners per km².
De onderstaande kaart toont de ligging van Zellwiller met de belangrijkste infrastructuur en aangrenzende gemeenten.

## Demografie
Onderstaande figuur toont het verloop van het inwonertal (bron: INSEE-tellingen).

## Geboren
- Morgan Schneiderlin (8 november 1989), voetballer